# Асерьянц, Светлана Ильинична
Светлана Ильинична Асерьянц, (Вайнштейн-Машурина) (28 июня 1928, СССР, Одесса — 1 мая 2017, Россия, Москва) — скульптор малой пластики, монументальных и декоративных композиций, член Союза художников СССР.

## Биография
Светлана Ильинична Асерьянц родилась во время путешествия. Семья жила в Москве. Отец и мать выпускники ВХУТЕМАСА. Мать — театральный художник умерла в 1943 году. Отец известный скульптор Вайнштейн, Илья Захарович, ученик И. В. Жолтовского. После войны отец женился второй раз на француженке Аннет Пот, позднее в третий раз
В 1944—1947 годах училась в Московской средней художественной школе. Затем в 1947—1953 годах в Московском институте прикладного и декоративного искусства у В. И. Дерунова. Член Союза художников СССР с 1956. Участник выставок c 1956 года. Работала на заводах «Красный пролетарий» в Новгородской области (1954—1958) и Дмитровском фарфоровом заводе (1958—1966), где создавала образцы жанровой и анималистической скульптуры малых форм для массового выпуска, на Скульптурном комбинате в Москве, где создавала монументальную и декоративную скульптуру. Последние годы жила и работала в скульптурных мастерских во Владыкино.

Произведения хранятся в Государственной Третьяковской галерее, Русском музее, Кусковском музее фарфора, Царицынском историко-художественном музее (в отделе современного искусства), Музее керамики в Сергиевом Посаде, в художественных музеях разных городах России.

## Семья
Илья Захарович Вайнштейн (1902—1984) — отец; архитектор.

Виктор Александрович Асерьянц (1921—2002) — муж; художник-график, член СХ.

Андрей Викторович Асерьянц (1961 г.р.) — сын; скульптор, член СХ.

## Произведения
тиражные:

Олень. 1954. Фарфор.
Лань с детёнышем. 1954 Фарфор.
Горностай. 1954. Фарфоровый завод «Пролетарий». Фарфор, роспись подглазурная, позолота.
Пантера на шаре. 1957. Фарфоровый завод «Пролетарий». Фарфор, кобальт.
Голубь. 1957. Дмитровский фарфоровый завод. Фарфор, глазурь.
Соболь. 1955.
Зебры. 1957. 
 И другие.

оригинальные:

Павиан. 1960-е гг. Шамот, соли
Лисица с птицей. 1981. Шамот, цветные поливы. ГТГ.
Автопортрет с племянницей. 1982. Шамот, роспись солями, эмаль. ГТГ.
Крокодил. 1987. Дерево, керамика, глазурь, кованная медь. ГТГ.
Портрет внука Петра. 1998. Голова. Керамика. ООМИИ.
Медведь с горшочком меда. 2008. Керамика, глазурь.
Кошка. 2011. Керамика, глазурь.
Милосердие. 1990-е гг. Шамот, глазурь, эмали. Новый Иерусалим (артист цирка Михаил Михайлович Петрухин)
 И другие.

монументальные:

1955 монументальная композиция по цветной штукатурке на фасаде жилого дома по Садово-Черногрядской улице в Москве.
2005—2006 фрески церкви Спаса Преображения в селе Спасском Калязинского района

## Выставки
1958 Всемирная выставка, Брюссель

1959 Асерьянц и др., Москва

1967 Советская Россия 3. 

1972 Всегда начеку

1980 Советская Россия 6. 

1990 Алымов и др., Москва

2003 персональная, Дом скульптора, Москва

2018 «Мир замечательных зверей». К 90-летию со дня рождения С. И. Асерьянц. Дарвиновский музей, Москва

## Награды
1958 Золотая медаль Всемирной выставки в Брюсселе